# 优必选科技
优必选科技（UBTECH Robotics Inc.，港交所：9880）是一家總部位于中国广东省深圳市的机器人（類人型機器人）制造商。

## 历史
优必选科技由周劍于2012年創辦。2013年，該公司的第一款小型人形机器人Alpha 1S发布。2017年，优必选科技派團參加了柏林國際廣播展。
2023年1月31日，优必选科技在香港交易所递交招股书，拟于香港主板上市。此前在2019年7月-2020年11月，中金公司先后6次向深圳证监局递交了有关优必选上市辅导工作进展报告，2021年2月中金公司发布的关于终止对优必选辅导工作的报告显示，优必选因发展战略调整原因，已于2021年1月27日同中金公司签署上市辅导终止协议，中金公司终止对优必选的辅导工作。2021年2月4日，优必选接受民生证券的辅导，在深圳证监局进行了辅导备案，计划在内地上市。该公司在2020年-2022年间的亏损超过24亿元人民币。2023年12月29日，该公司在港交所上市。